# Modrová
Modrová este o comună slovacă, aflată în districtul Nové Mesto nad Váhom din regiunea Trenčín. Localitatea se află la altitudinea de 204 m deasupra n.m., se întinde pe o suprafață de 11,67 km2 și în 2017 număra 511 locuitori.

## Istoric
Localitatea Modrová este atestată documentar din 1348.

## Demografie
| An:                | 1994 | 2004   | 2014   | 2024   |
| ------------------ | ---- | ------ | ------ | ------ |
| Număr de persoane: | 510  | 499    | 512    | 472    |
| Diferență:         |      | −2,15% | +2,60% | −7,81% |

| An:                | 2023 | 2024   |
| ------------------ | ---- | ------ |
| Număr de persoane: | 471  | 472    |
| Diferență:         |      | +0,21% |